# Open de France
Pour le tournoi de badminton, voir Open de France (badminton).
L'Open de France ou FedEx Open de France est le plus ancien et le plus important tournoi de golf d'Europe continentale, créé en 1906. Il est une épreuve officielle du DP World Tour (anciennement Tour européen PGA) du circuit européen (1re division) depuis la création de celui-ci en 1972.

## Histoire et sponsorship
C'est en 1906 au golf de Paris - devenu depuis La Boulie - que s'est déroulé le premier Championnat International de France Open. Il est remporté par Arnaud Massy qui remportera au total quatre éditions de ce tournoi (en 1906, 1907, 1911 et 1925). Les éditions 2020 et 2021 ont été annulées en raison de la pandémie de maladie à coronavirus,. Il se disputait, avant la pandémie, chaque année vers la fin du mois de juin entre l'Open américain et l'Open britannique .
Le sponsor des éditions 2017 et 2018, le conglomérat chinois HNA, a fixé la dotation à sept millions de dollars, soit 6 634 740 € , permettant à l'Open de France d'intégrer - pour deux ans - les prestigieuses Rolex Series. En 2018, HNA, au devant de difficultés financières, mis fin à son sponsoring. En 2019, la dotation n'était que de 1,6 million d'euros.
C'est la société américaine Fedex qui sponsorise à présent cet open, avec une dotation pour 2024 de 3,25 millions de dollars (3,035 millions d'euros).

## Terrains
(juillet 2012).
Sa qualité peut être largement améliorée en utilisant un vocabulaire plus directement compréhensible.

### Débuts
Tout d'abord disputé sur le parcours de la Boulie de 1906 à 1912, le tournoi s'est ensuite déroulé sur différents parcours ( Chantilly, Saint Germain en laye, le Touquet par exemple) avant de rejoindre le golf national en 1991 où il se déroule depuis sur le parcours de l'Albatros à l'exception de 1999 (Le Pian Médoc) et 2001 (Lyon).

### Golf national - l'Albatros
Il est construit sur le modèle original comparable à un « stade de golf » ce qui permet à un vaste public de bien voir le spectacle. La construction de ce parcours, conçue par Hubert Chesneau et décidée en 1985 par la Fédération Française de Golf, a nécessité trois ans de travaux. Au total, 1,6 million de mètres cubes de terre ont été utilisés pour modeler un terrain plat à l'origine. Les différents trous du parcours sont encadrés par des levées de terre depuis lesquelles les spectateurs peuvent observer, dans d'excellentes conditions, les évolutions des joueurs.
Malgré son final redouté des meilleurs, l’Albatros est très apprécié des champions qui viennent chaque année l’affronter. Par 71 pour une longueur de près de 6 649 mètres, avec ses fairways étroits, ses roughs touffus, ses obstacles d’eau et ses ondulations savamment disposées, l’Albatros reste un monstre pour l’amateur tout en suscitant le respect et l’estime des grands pros.
Les travaux d’éclaircissements des genêts entrepris depuis quelques années permettent désormais au public de se rapprocher des joueurs dans un certain nombre de zones intéressantes comme les tombées de drive et attaques du green. En outre, les départs du 4 et du 18 ont été « nettoyés » pour le confort visuel du public.
Et pour rendre ce monstre encore plus sélectif, les fairways du 13 et du 15 ont été rétrécis de cinq mètres sur la gauche, rendant la zone de tombée de drive encore plus risquée. La longueur du parcours (depuis les repères noirs) jouée lors de la RyderCup de 2018 est de 6649 mètres.
| Trous                              | 1   | 2   | 3   | 4   | 5   | 6   | 7   | 8   | 9   | 10  | 11  | 12  | 13  | 14  | 15  | 16  | 17  | 18  |
| ---------------------------------- | --- | --- | --- | --- | --- | --- | --- | --- | --- | --- | --- | --- | --- | --- | --- | --- | --- | --- |
| Par                                | 4   | 3   | 5   | 4   | 4   | 4   | 4   | 3   | 5   | 4   | 3   | 4   | 4   | 5   | 4   | 3   | 4   | 4   |
| Handicap                           | 4   | 6   | 12  | 8   | 16  | 18  | 2   | 14  | 10  | 9   | 17  | 7   | 3   | 11  | 1   | 13  | 5   | 15  |
| Distance des repères noirs (en m.) | 383 | 192 | 510 | 445 | 370 | 348 | 440 | 190 | 529 | 343 | 163 | 396 | 379 | 544 | 373 | 162 | 439 | 431 |

## Format
Comme la plupart des grands tournois, l'open se joue sur quatre jours (du jeudi au dimanche) en quatre tours de 18 trous chacun. Après les deux premiers jours, et donc au terme de 36 trous, les 65 à 70 premiers joueurs et ex æquo (les amateurs sont comptés en plus) sont qualifiés pour les deux  derniers jours. L'Open de France se joue en stroke-play c'est-à-dire que l'on comptabilise tous les coups joués auxquels on ajoute les éventuels coups de pénalités. Le score final est l’addition des scores des quatre tours. En cas d’égalité pour la première place après les quatre tours, un play-off trou par trou est disputé pour décider du vainqueur.

## Trophée
La coupe actuelle de l'open de France est celle utilisée depuis 1908. Il s'agit d'une coupe en argent. Elle a été offerte par la veuve d’Edward George Stoïber. Il s'agissait d'un Américain impliqué dans la création du Golf de Paris. Cette coupe avait une valeur de 2500 francs de l'époque (soit environ 10000 euros d'aujourd'hui) et l'orfèvre était la maison Risler et Carré. Lena Stoïber était membre du golf de la Boulie. Son mari avait fait fortune dans les mines d'or aux Etats-Unis.

## Palmarès

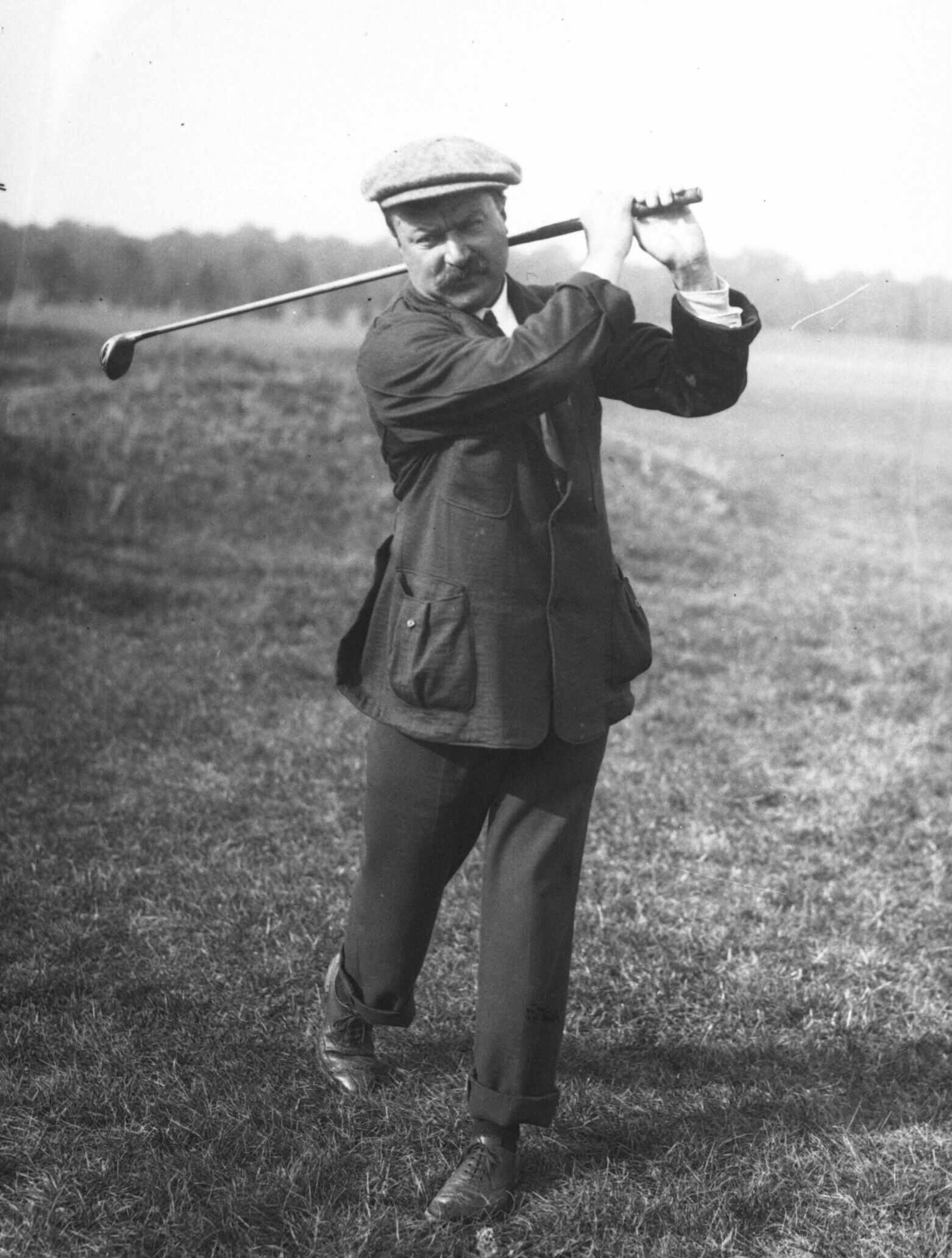
Le français Arnaud Massy, vainqueur en 1906, 1907, 1911 et 1925.

Parmi les prestigieux vainqueurs de l’Open de France, on se doit bien sûr de citer Arnaud Massy, qui a remporté quatre fois l’épreuve (en 1906, 1907, 1911 et 1925). Arnaud Massy aura aussi été le premier joueur non britannique à remporter le prestigieux Open Britannique (en 1907).  
On compte, aux côtés d'Arnaud Massy six autres français victorieux : Jean Gassiat (1912), Marcel Dallemagne (1936,1937,1938), Firmin Cavalo Jr (1948), Jean Garaialde (1969), Jean-François Remesy (2004,2005) et Thomas Levet (2011).
Mais au-delà, le palmarès de l’Open de France est impressionnant et depuis sa première édition il reflète l’histoire du golf. Il est caractérisé par une grande diversité des vainqueurs. Sur 103 éditions, pas moins de 75 joueurs différents ont inscrit leur nom au palmarès. Autre signe de diversité, les vainqueurs sont originaires de tous les continents avec pas moins de 19 pays de l’Afrique du Sud à la Thaïlande (les îles britanniques étant traditionnellement comptabilisées séparément).
Les français, nombreux à participer, ont remporté à 13 reprises le tournoi. La France devance donc l’Espagne de deux victoires (11 victoires au total pour des espagnols dont quatre pour Severiano Ballesteros). Mais ce sont les îles britanniques qui sont largement en tête du palmarès. Au total, ce sont 42 victoires qui se répartissent comme suit : Angleterre (31), Écosse (7), Irlande du Nord (2), Pays de Galles (1), Irlande (1). Ces chiffres reflètent la domination du golf d’outre-manche.
Pendant de nombreuses années, l’Open de France a eu lieu une semaine après l’Open britannique. Comme l’exprime André-Jean Lafaurie, il constituait une sorte de Post-Scriptum prestigieux de The Open. Cela explique aussi pourquoi les joueurs britanniques ont été nombreux à remporter ce trophée.
L’un des plus célèbres vainqueurs est Walter Hagen. Il remporte en 1920 l’Open de France. A cette date, il a déjà deux US Open de golf à son actif, mais vient d’échouer dans l’Open Britannique remporté cette année-là par George Duncan (qui sera en 1913 et 1927 vainqueur de l’Open de France). Aujourd’hui c’est le troisième golfeur en nombre de victoires en tournois majeurs (avec 11), derrière Tiger Woods (15) et Jack Nicklaus (18). Autre champion américain, Byron Nelson est le vainqueur de l’édition 1955. Ce sera la dernière de ses 64 victoires.
Parmi les autres grands golfeurs, on peut citer Severiano Ballesteros (1977, 1982, 1985 et 1986), Nick Faldo (1983,1988 et 1989), Greg Norman (1980) ou encore Colin Montgomerie (2000).
Un seul amateur a réussi à remporter l’Open de France. Il s’agit de Cyril Tolley qui en 1924 et en 1928 inscrit son nom au palmarès.

### 1906-1914

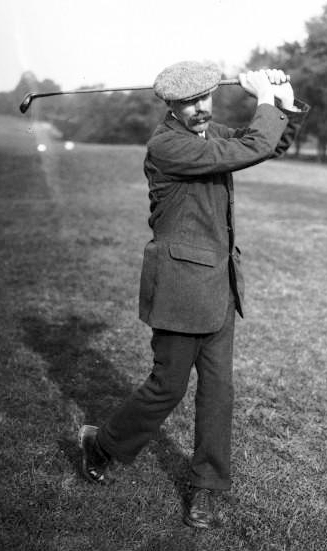
James Braid (vainqueur en 1910).

| Année | Lieu       | Vainqueur          | Nationalité |
| ----- | ---------- | ------------------ | ----------- |
| 1906  | La Boulie  | Arnaud Massy       | France      |
| 1907  | La Boulie  | Arnaud Massy       | France      |
| 1908  | La Boulie  | John Henry Taylor  | Angleterre  |
| 1909  | La Boulie  | John Henry Taylor  | Angleterre  |
| 1910  | La Boulie  | James Braid        | Écosse      |
| 1911  | La Boulie  | Arnaud Massy       | France      |
| 1912  | La Boulie  | Jean Gassiat       | France      |
| 1913  | Chantilly  | George Duncan      | Écosse      |
| 1914  | Le Touquet | John Douglas Edgar | Angleterre  |

### 1915-1930
| Année       | Lieu                                      | Vainqueur                                 | Nationalité                               |
| ----------- | ----------------------------------------- | ----------------------------------------- | ----------------------------------------- |
| 1915 - 1919 | Pas de tournoi (Première Guerre mondiale) | Pas de tournoi (Première Guerre mondiale) | Pas de tournoi (Première Guerre mondiale) |
| 1920        | La Boulie                                 | Walter Hagen                              | États-Unis                                |
| 1921        | Le Touquet                                | Aubrey Boomer                             | Angleterre                                |
| 1922        | La Boulie                                 | Aubrey Boomer                             | Angleterre                                |
| 1923        | Dieppe                                    | James Ockenden                            | Angleterre                                |
| 1924        | La Boulie                                 | Cyril Tolley                              | Angleterre                                |
| 1925        | Chantilly                                 | Arnaud Massy                              | France                                    |
| 1926        | Saint-Cloud                               | Aubrey Boomer                             | Angleterre                                |
| 1927        | Saint-Germain                             | George Duncan                             | Écosse                                    |
| 1928        | La Boulie                                 | Cyril Tolley                              | Angleterre                                |
| 1929        | Fourqueux                                 | Aubrey Boomer                             | Angleterre                                |

### 1930-1940

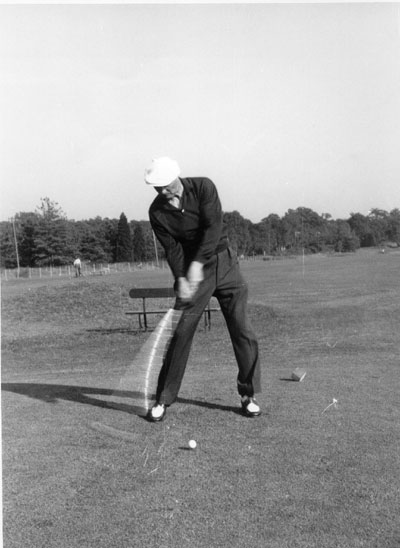
Marcel Dallemagne en 1936

| Année | Lieu          | Vainqueur         | Nationalité    |
| ----- | ------------- | ----------------- | -------------- |
| 1930  | Dieppe        | Emie Whitcombe    | Angleterre     |
| 1931  | Deauville     | Aubrey Boomer     | Angleterre     |
| 1932  | Saint-Cloud   | Arthur J. Lacey   | Angleterre     |
| 1933  | Chantilly     | Bert Gadd         | Angleterre     |
| 1934  | Dieppe        | Sydney Brews      | Afrique du Sud |
| 1935  | Le Touquet    | Sydney Brews      | Afrique du Sud |
| 1936  | Saint-Germain | Marcel Dallemagne | France         |
| 1937  | Saint-Cloud   | Marcel Dallemagne | France         |
| 1938  | Fourqueux     | Marcel Dallemagne | France         |
| 1939  | Le Touquet    | Martin Pose       | Argentine      |

### 1940-1950
| Année       | Lieu                                      | Vainqueur                                 | Nationalité                               |
| ----------- | ----------------------------------------- | ----------------------------------------- | ----------------------------------------- |
| 1940 - 1945 | Pas de tournoi (Deuxième Guerre mondiale) | Pas de tournoi (Deuxième Guerre mondiale) | Pas de tournoi (Deuxième Guerre mondiale) |
| 1946        | Saint-Cloud                               | Henry Cotton                              | Angleterre                                |
| 1947        | Chantilly                                 | Henry Cotton                              | Angleterre                                |
| 1948        | Saint-Cloud                               | Firmin Cavalo Jr                          | France                                    |
| 1949        | Saint-Germain                             | Ugo Grappasonni                           | Italie                                    |

### 1950-1960
| Année | Lieu          | Vainqueur          | Nationalité    |
| ----- | ------------- | ------------------ | -------------- |
| 1950  | Chantilly     | Roberto de Vicenzo | Argentine      |
| 1951  | Saint-Cloud   | Hassan Hassanein   | Égypte         |
| 1952  | Saint-Germain | Bobby Locke        | Afrique du Sud |
| 1953  | La Boulie     | Bobby Locke        | Afrique du Sud |
| 1954  | Saint-Cloud   | Flory Van Donck    | Belgique       |
| 1955  | La Boulie     | Byron Nelson       | États-Unis     |
| 1956  | Deauville     | Angel Miguel       | Espagne        |
| 1957  | Saint-Cloud   | Flory Van Donck    | Belgique       |
| 1958  | Saint-Germain | Flory Van Donck    | Belgique       |
| 1959  | La Boulie     | Dave Thomas        | Pays de Galles |

### 1960-1970
| Année | Lieu          | Vainqueur          | Nationalité    |
| ----- | ------------- | ------------------ | -------------- |
| 1960  | Saint-Cloud   | Roberto de Vicenzo | Argentine      |
| 1961  | La Boulie     | Kel Nagle          | Australie      |
| 1962  | Saint-Germain | Alan Murray        | Australie      |
| 1963  | Saint-Cloud   | Bruce Devlin       | Australie      |
| 1964  | Chantilly     | Roberto de Vicenzo | Argentine      |
| 1965  | Saint-Nom     | Ramon Sota         | Espagne        |
| 1966  | La Boulie     | Denis Hutchinson   | Afrique du Sud |
| 1967  | Saint-Germain | Bernard Hunt       | Angleterre     |
| 1968  | Saint-Cloud   | Peter Butler       | Angleterre     |
| 1969  | Saint-Nom     | Jean Garaialde     | France         |

### 1970-1980
| Année | Lieu       | Vainqueur             | Nationalité    |
| ----- | ---------- | --------------------- | -------------- |
| 1970  | Chantaco   | David Graham          | Australie      |
| 1971  | Biarritz   | Lu Liang Huan         | Taïwan         |
| 1972  | La Nivelle | Barry Jaeckel         | États-Unis     |
| 1973  | La Boulie  | Peter Oosterhuis      | Angleterre     |
| 1974  | Chantilly  | Peter Oosterhuis      | Angleterre     |
| 1975  | La Boulie  | Brian Barnes          | Écosse         |
| 1976  | Le Touquet | Vincent Tshabalala    | Afrique du Sud |
| 1977  | Le Touquet | Severiano Ballesteros | Espagne        |
| 1978  | La Baule   | Dale Hayes            | Afrique du Sud |
| 1979  | Lyon       | Bernard Gallacher     | Angleterre     |

### 1980-1990

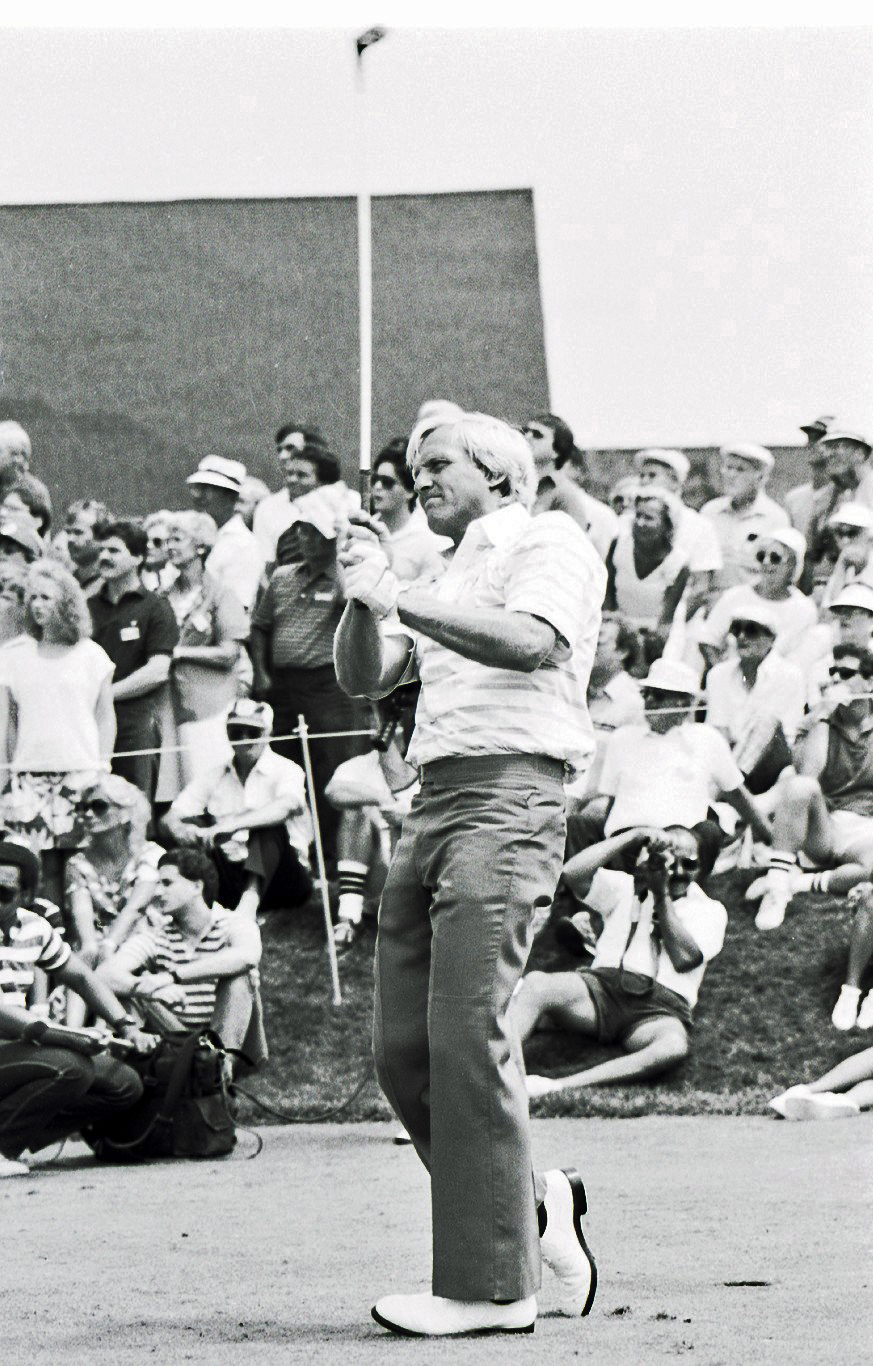
Greg Norman en 1986.

| Année | Lieu          | Vainqueur             | Nationalité |
| ----- | ------------- | --------------------- | ----------- |
| 1980  | Saint-Cloud   | Greg Norman           | Australie   |
| 1981  | Saint-Germain | Sandy Lyle            | Écosse      |
| 1982  | Saint-Nom     | Severiano Ballesteros | Espagne     |
| 1983  | La Boulie     | Nick Faldo            | Angleterre  |
| 1984  | Saint-Cloud   | Bernhard Langer       | Allemagne   |
| 1985  | Saint-Germain | Severiano Ballesteros | Espagne     |
| 1986  | La Boulie     | Severiano Ballesteros | Espagne     |
| 1987  | Saint-Cloud   | José Rivero           | Espagne     |
| 1988  | Chantilly     | Nick Faldo            | Angleterre  |
| 1989  | Chantilly     | Nick Faldo            | Angleterre  |

### 1990-2000
| Année | Lieu          | Vainqueur           | Nationalité    |
| ----- | ------------- | ------------------- | -------------- |
| 1990  | Chantilly     | Phillip Walton      | Irlande        |
| 1991  | Golf national | Eduardo Romero      | Argentine      |
| 1992  | Golf national | Miguel Angel Martin | Espagne        |
| 1993  | Golf national | Costantino Rocca    | Italie         |
| 1994  | Golf national | Mark Roe            | Angleterre     |
| 1995  | Golf national | Paul Broadhurst     | Angleterre     |
| 1996  | Golf national | Robert Allenby      | Australie      |
| 1997  | Golf national | Retief Goosen       | Afrique du Sud |
| 1998  | Golf national | Sam Torrance        | Écosse         |
| 1999  | Le Pian Médoc | Retief Goosen       | Afrique du Sud |

### 2000-2010
| Année | Lieu          | Vainqueur            | Nationalité | Score     | Adversaire(s)                               |
| ----- | ------------- | -------------------- | ----------- | --------- | ------------------------------------------- |
| 2000  | Golf national | Colin Montgomerie    | Écosse      | 272 / -16 | Jonathan Lomas                              |
| 2001  | Lyon          | José Maria Olazábal  | Espagne     | 268 / -12 | Greg Turner , Paul Eales , Costantino Rocca |
| 2002  | Golf national | Malcolm Mackenzie    | Angleterre  | 274 / -14 | Trevor Immelman                             |
| 2003  | Golf national | Philip Golding       | Angleterre  | 273 / -15 | David Howell                                |
| 2004  | Golf national | Jean-François Remesy | France      | 272 / -12 | Richard Green , Nick O'Hern                 |
| 2005  | Golf national | Jean-François Remesy | France      | 273 / -11 | Jean Van de Velde                           |
| 2006  | Golf national | John Bickerton       | Angleterre  | 273 / -11 | Pádraig Harrington                          |
| 2007  | Golf national | Graeme Storm         | Angleterre  | 277 / -7  | Søren Hansen                                |
| 2008  | Golf national | Pablo Larrazabal     | Espagne     | 269 / -15 | Colin Montgomerie                           |
| 2009  | Golf national | Martin Kaymer        | Allemagne   | 271 / -13 | Lee Westwood                                |

### 2010-2020

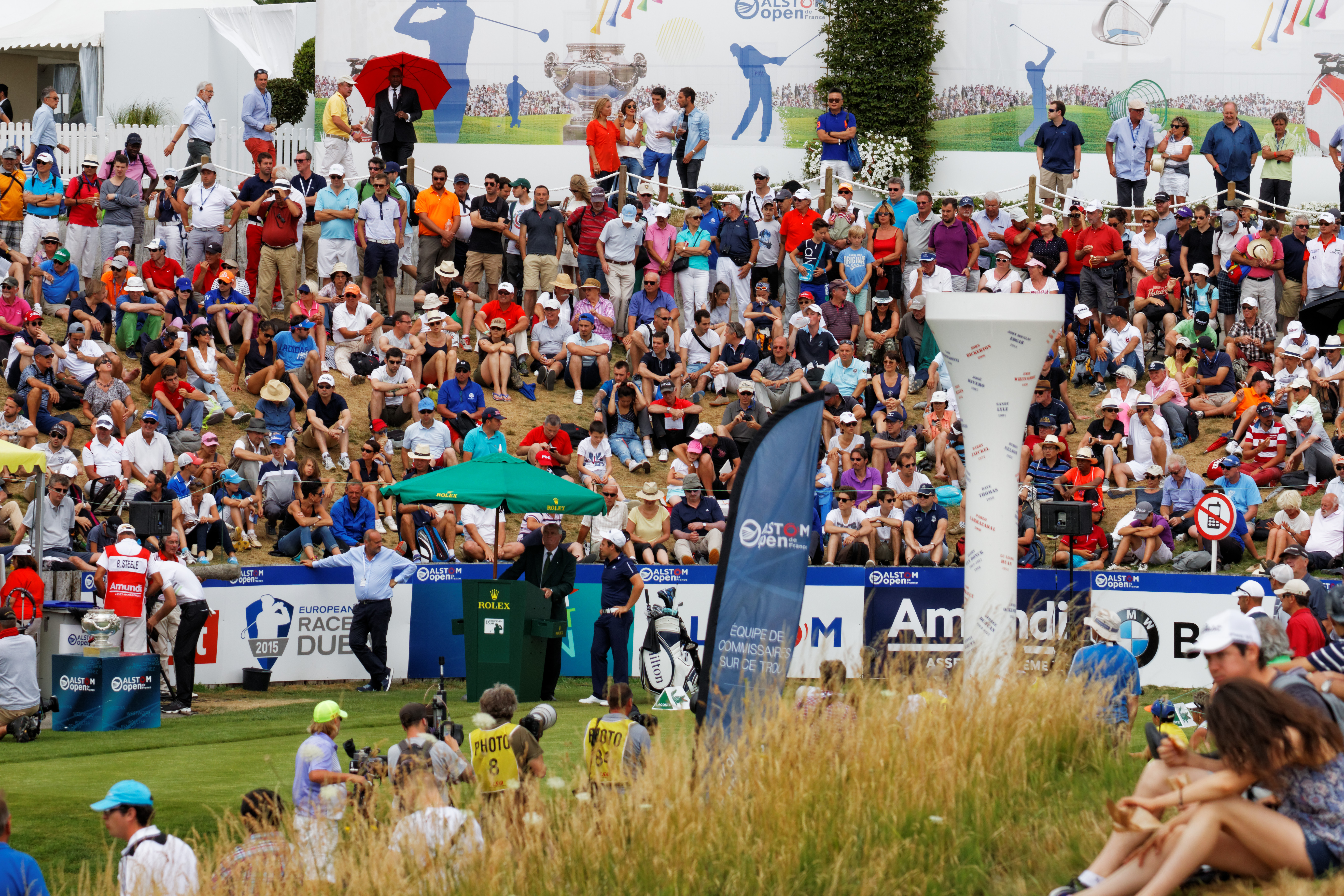
Open de France 2015 - Départ du Tee n°1

| Année | Lieu          | Vainqueur            | Nationalité     | Score     | Adversaire(s)                            |
| ----- | ------------- | -------------------- | --------------- | --------- | ---------------------------------------- |
| 2010  | Golf national | Miguel Angel Jimenez | Espagne         | 273 / -11 | Francesco Molinari , Alejandro Canizarès |
| 2011  | Golf national | Thomas Levet         | France          | 277 / -7  | Thornbjorn Olesen , Mark Foster          |
| 2012  | Golf national | Marcel Siem          | Allemagne       | 276 / -8  | Francesco Molinari                       |
| 2013  | Golf national | Graeme McDowell      | Irlande du Nord | 275 / -9  | Richard Sterne                           |
| 2014  | Golf national | Graeme McDowell      | Irlande du Nord | 279 / −5  | Thongchai Jaidee , Kevin Stadler         |
| 2015  | Golf national | Bernd Wiesberger     | Autriche        | 271 / -13 | James Morisson                           |
| 2016  | Golf national | Thongchai Jaidee     | Thaïlande       | 273 / -11 | Francesco Molinari                       |
| 2017  | Golf national | Tommy Fleetwood      | Angleterre      | 272 / -12 | Peter Uihlein                            |
| 2018  | Golf national | Alex Noren           | Suède           | 277 / -7  | Russel Knox, Julian suri, Chris Wood     |
| 2019  | Golf national | Nicolas Colsaerts    | Belgique        | 272 / -12 | Joachim Hansen                           |

### 2020-
| Année | Lieu                                  | Vainqueur                             | Nationalité                           | Score                                 | Adversaire(s)                                                 |
| ----- | ------------------------------------- | ------------------------------------- | ------------------------------------- | ------------------------------------- | ------------------------------------------------------------- |
| 2020  | Pas de tournoi (pandémie de Covid-19) | Pas de tournoi (pandémie de Covid-19) | Pas de tournoi (pandémie de Covid-19) | Pas de tournoi (pandémie de Covid-19) | Pas de tournoi (pandémie de Covid-19)                         |
| 2021  | Pas de tournoi (pandémie de Covid-19) | Pas de tournoi (pandémie de Covid-19) | Pas de tournoi (pandémie de Covid-19) | Pas de tournoi (pandémie de Covid-19) | Pas de tournoi (pandémie de Covid-19)                         |
| 2022  | Golf national                         | Guido Migliozzi                       | Italie                                | 268 / -16                             | Rasmus Højgaard                                               |
| 2023  | Golf national                         | Ryo Hisatsune                         | Japon                                 | 270 / -14                             | Jordan Smith , Jeff Winther                                   |
| 2024  | Golf national                         | Dan Bradbury                          | Angleterre                            | 268 / -16                             | Sam Bairstow , Thorbjørn Olesen , Paul Yannick , Jeff Winther |

## Vainqueurs multiples

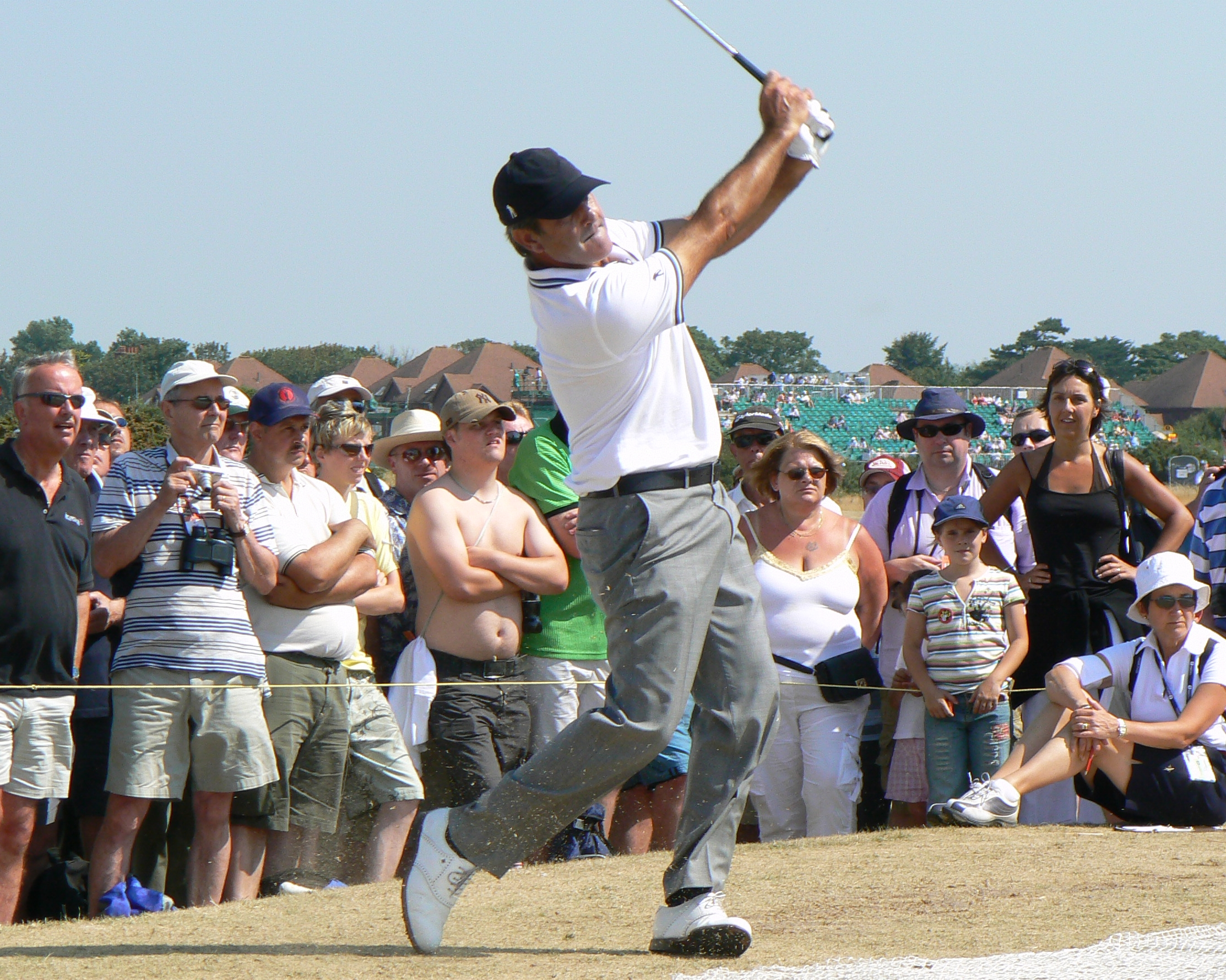
Severiano Ballesteros, quatre fois vainqueur

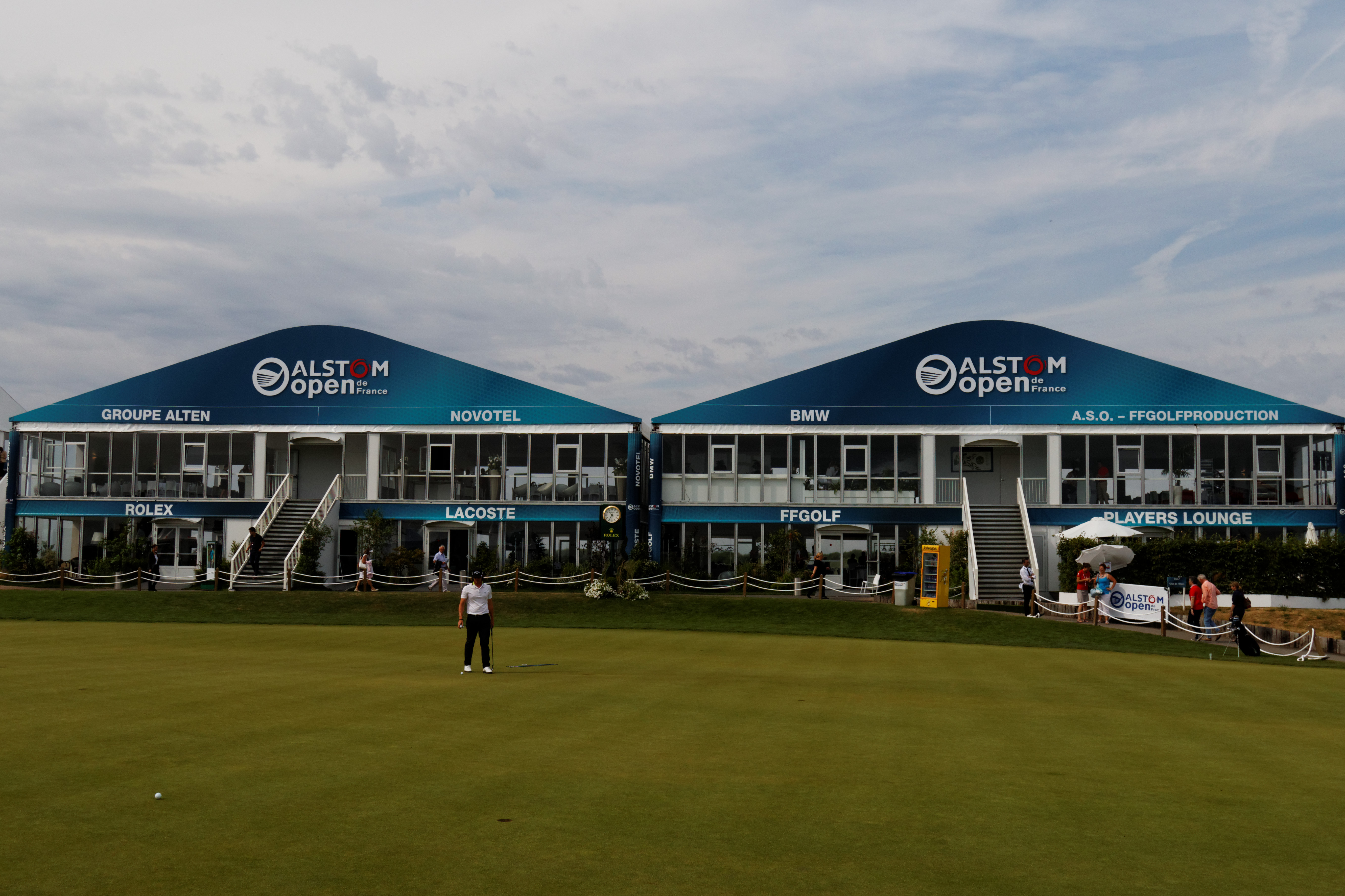
Open de France 2015 - Putting green

| Titres | Joueur                | Nationalité     | Années                       |
| ------ | --------------------- | --------------- | ---------------------------- |
| 5      | Aubrey Boomer         | Angleterre      | 1921, 1922, 1926, 1929, 1931 |
| 4      | Arnaud Massy          | France          | 1906, 1907, 1911, 1925       |
| 4      | Severiano Ballesteros | Espagne         | 1977, 1982, 1985, 1986       |
| 3      | Marcel Dallemagne     | France          | 1936, 1937, 1938             |
| 3      | Flory Van Donck       | Belgique        | 1954, 1957, 1958             |
| 3      | Roberto De Vicenzo    | Argentine       | 1950, 1960, 1964             |
| 3      | Nick Faldo            | Angleterre      | 1983, 1988, 1989             |
| 2      | John Henry Taylor     | Angleterre      | 1908, 1909                   |
| 2      | George Duncan         | Angleterre      | 1913, 1927                   |
| 2      | Cyril Tolley          | Angleterre      | 1924, 1928                   |
| 2      | Sydney Brews          | Afrique du Sud  | 1934, 1935                   |
| 2      | Henry Cotton          | Angleterre      | 1946, 1947                   |
| 2      | Bobby Locke           | Afrique du Sud  | 1952, 1953                   |
| 2      | Peter Oosterthuis     | Angleterre      | 1973, 1974                   |
| 2      | Retief Goosen         | Afrique du Sud  | 1997, 1999                   |
| 2      | Jean-François Remésy  | France          | 2004, 2005                   |
| 2      | Graeme McDowell       | Irlande du Nord | 2013, 2014                   |